# 14814 Gurij
14814 Gurij (1981 RL2) là một tiểu hành tinh vành đai chính được phát hiện ngày 7 tháng 9 năm 1981 bởi L. G. Karachkina ở Đài vật lý thiên văn Crimean.